# Emmersdorf an der Donau
Emmersdorf an der Donau – gmina targowa w Austrii, w kraju związkowym Dolna Austria, w powiecie Melk. Według danych Austriackiego Urzędu Statystycznego liczyła 1 731 mieszkańców (1 stycznia 2014).